# 郑俊康
郑俊康（1959年10月—），浙江宁波人，汉族，中华人民共和国政治人物。曾于1988年5月加入中国共产党，1977年11月参加工作，武汉测绘学院大地测量系大地测量（地震班）专业，大学学历，工学学士，高级经济师。第十二届全国人民代表大会广西地区代表。曾任中共柳州市委书记、市人大常委会主任。

## 生平
早年为广西柳州工程机械厂机修车间工人。1982年毕业于武汉测绘学院大地测量系大地测量（地震班）专业。毕业后分配到广西柳州勘测院，任作业组干部、组长。1985年起，历任共青团广西柳州工程机械厂委员会干事、副书记、书记，共青团柳州市委常委。1992年，担任柳州工程机械厂修配件厂党支部书记、副厂长。
1993年，任广西柳州市柳南区委副书记、副区长、代区长、区长。2001年，任柳州市鱼峰区委书记。
2002年，任广西壮族自治区华侨企业管理局局长、党委书记，自治区侨务办公室党组成员。2004年，任柳州市人民政府副市长、党组成员。2006年9月，晋升中共柳州市委常委。2008年1月，任中共柳州市委副书记，2月任代市长，3月正式出任市长。2013年，担任全国人大代表。2013年2月始任中共柳州市委书记、市人大常委会主任。2021年2月，退休。
2024年1月，接受广西自治区纪委监委纪律审查和监察调查，同年6月，他与继任柳州市委书记的吴炜同时被广西壮族自治区纪委监委开除党籍与公职。据报道称，郑俊康在未获得审批的情况下先行开工建设轻轨工程。2024年11月7日，广西壮族自治区北海市中级人民法院一审公开宣判郑俊康受贿、滥用职权案，以受贿罪判处其有期徒刑12年，并处罚金人民币200万元；以滥用职权罪判处其有期徒刑6年6个月，决定执行有期徒刑16年6个月，并处罚金人民币200万元，其受贿所得皆没入国库。